# Lászlóvára község
Lászlóvára község (románul: Comuna Coronini) község Krassó-Szörény megyében, Romániában. Központja Lászlóvára, hozzá tartozik Szenthelena.

## Népessége
A 2011-es népszámlálás adatai alapján a község népessége 1748 fő volt.